# Рессано-Гарсія — Матола
Рессано-Гарсія — Матола — газопровід у Мозамбіку, який подає блакитне паливо до індустріального центру країни Матола та столиці Мапуту.
На початку 2000-х років завдяки південноафриканській компанії Sasol реалізували план розробки виявлених у центральній частині Мозамбіку родовищ Темане та Панде, продукція яких передусім спрямовувалась до ПАР по трубопроводу Темане – Секунда. Втім, частина газу призначалась місцевим споживачам, для чого Sasol створила дочірнє підприємство Matola Gas Company (MGC).
Біля кордону зазначених країн в районі Рессано-Гарсія створили газопровід-відвід від Темане-Секунда. Він мав довжину 70 кілометрів та діаметр 200 мм, і призначався для поставок біля 0,2 млрд м3 на рік (8 млн Гігаджоулів). Траса прямувала на схід до міста Матола, де споживачами став ряд промислових підприємств, серед яких найбільш значними були алюмінієвий завод Mozal та місцевий виробник цементу.
В середині 2010-х почалось продовження газопроводу до столичного району Мапуту, при цьому проектом опікувалась південнокорейська Kogas (у спільному підприємстві з державною Mozambique's National Hydrocarbon Company), а загальна довжина магістрального та дистрибуційних газопроводів мала перевищувати 80 км. Надходження блакитного палива до столиці дозволило реалізувати проект нових потужностей на ТЕС Мапуту.